# Castanilla marchesii
Castanilla marchesii là một loài nhện trong họ Corinnidae.
Loài này thuộc chi Castanilla. Castanilla marchesii được Lodovico di Caporiacco miêu tả năm 1936.